# Bundelkhand

Bundelkhand helyzete Indiában

Bundelkhand Közép-Indiában található földrajzi régió, kettéosztva Uttar Prades és Madhja Prades állam között. Nagyobbik része Madhja Prades területén fekszik. Napjainkban számos régióbeli civil és politikai szervezet fáradozik azon, hogy saját állam keretén egyesítsék Bundelkhandot. Földrajzi koordinátái és határai: é.sz.: 24°00’- 26°30’ és k. h.: 78°10 – 81°30’. Területe 54 560 km², lakossága 1961-ben 5,3 millió fő volt.
Északról az Indo-Gangeszi-síkság, azon belül is a Jamuna folyó, délen a Vindhyan-hegység, nyugaton a Chambal folyó, keleten a Panna-Ajaigarh láncai határolják. Tulajdonképpen 3 hegység találkozásánál helyezkedik el, a Vindhya, a Fauna és a Bander lánculatainál.
Jelentősebb városai: Jhansi, Sagar, Panna, Banda és Chhatarpur. Idegen látogatók leginkább Khadzsuráhó város iránt érdeklődnek, ahol egy 10. század körül épített, a gyönyörnek és erotikának szentelt templom található. Nevezetes még a Panna körzet is, ahol a messze földön híres gyémántokat bányásszák.

## Geológia
Bundelkhand a Dekkán-ősmasszívumon helyezkedik el. A terepviszonyok egyenetlen, göröngyös, hullámos, alacsonyabb hegység kibúvásokkal, völgyekkel és alföldekkel tarkított tájat tárnak elénk. Uralkodó kőzet a gránit, amely Alsó-Kambrium korú. Található még homokkő, pala, mészkő de előfordul kis mennyiségű vörös gneisz is. Sok kerületben ezek a természeti adottságok visszatükröződnek napjaink gazdasági termelésében. A legmagasabb tengerszint feletti magasság nem haladja meg a 600 métert. 

## Vízrajz

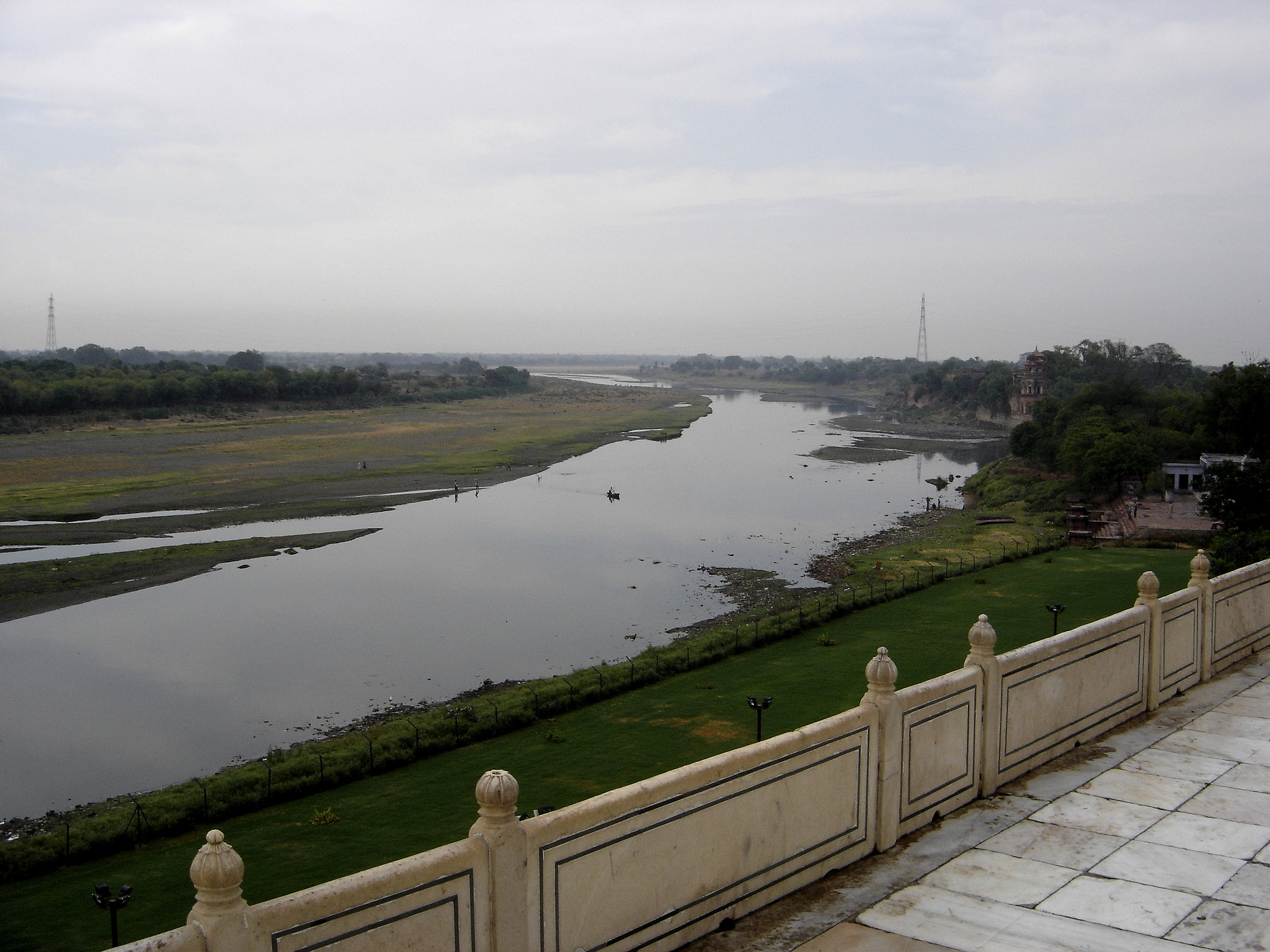
A Jamuna folyó a Taj Mahal teraszáról.

Bundelkhand egy észak felé lejtős síkság-alföld, ez abból is kitűnik, hogy a folyók folyási iránya nagy vonalakban az északi irányt követik. A fő folyam a Jamuna, amely összegyűjti a folyók vizét, a régió északi határán található. A főbb folyók a Sindh, Betwa, Ken, Bagahin, Tons, Pahuj, Dhasan, Chambal és Kali Sindh, amely Malwában ered, és jelzi Bundelkhand nyugati határát. Ezek közül csak a Yamuda és a Ken hajózható. Ez a folyókban levő bővelkedés lehetővé tette már történelmi időktől kezdve a csatornák építését, és az ehhez kapcsolódó öntözéses gazdálkodás elterjedését széles körökben.

## Növényzet
Természetes növényzete a 18. sz-ig sűrű trópusi esőerdő, dzsungel volt. Ekkor tíkfa (Tectona grandis) és ébenfa (Diospyros melanoxylon) dominált, amelyeket később a mezőgazdasági termelés területigényéhez igazodva nagyrészt kiirtottak. Az angol befolyás idején ültetvényes, nagyrészt homogén termelés volt jellemző. Ma az egykori erdők helyén kisebb foltokban a szárazabb területeken vegyes cserjés, tüskés bokrokból (csipkebogyó, galagonya) álló növényzet található. Panna és Chatarpur közötti területen található a Panna Tigris Rezervátum, amely változatos vadvilágáról híres, s megtalálható még néhány példányban a tigris is.

## Talaj
Talajára fekete és vörös föld a jellemző. A fekete vastag, humuszszintű tápanyagban gazdag, morzsalékos szerkezetű, kiváló termőképességű talaj, mely a laza, mészben gazdag kőzeteken (lösz) jön létre, félig nedves, kontinentális éghajlatú területeken, a füves sztyeppvegetáció alatt. A vörös föld főképp a szubtrópusi meleg, nedves éghajlaton képződő, ,vörös színű agyagos talajok. A vörös földeket a kovasav (SiO2) és a bázisok nagy fokú kilúgozása, a Fe-és Al- hidrátok nagymérvű felhalmozódása, továbbá igen kicsiny humusz tartalom jellemzi. Jellegzetes zonális (éghajlati) talajképződmények, minden szilikátos kőzeten kialakulhatnak. A legtöbb itteni területre erős ökológiai degragáció és talajerózió jellemző a még napjainkban is folytatódó erdőirtásoknak köszönhetően. Ezek következményeként előre vetíthető, hogy a mezőgazdasági terméshozamok csökkenni fognak.

## Éghajlat
Bundelkhandra a szub-trópusi monszun éghajlat jellemző, szélsőségesen extrém hőmérsékletingadozással, nyáron a 40 °C-ot is meghaladhatja, télen a középhőmérséklet 1 °C körül alakul. A hőmérséklet februárban kezd emelkedni és május-június környékén éri el csúcsértékét. Nyáron magas a levegő páratartalma, amely a monszunhatásnak köszönhető. A csapadék eloszlása kiszámítható, 90%-os biztonsággal kijelenthető, hogy június és október közé tehető a 800-900 mm átlagos évi csapadék megjelenése. November és április között szárazság, csapadékhiány prognosztizálható.

## Népesség
Hindi nyelven beszélnek a legtöbben és túlnyomóan a hindu vallás dominál. Mint India nagy részén, itt is jórészt alacsony jövedelműek élnek. Az analfabétizmus legfőképp a nők között gyakori, a csecsemő-halandóság magas. A helyi lakosság megélhetőségét elsősorban az ültetvényes mezőgazdasági termesztés és a kisebb háziállatok tenyésztése biztosítja. Népesség eloszlásában döntő tényező a talaj minősége, a természetes vegetáció, az iparosodottság és az urbanizáció. A falusi területeken növekszik a népesség, ami a birtokok felaprózódásához vezet, ami így tovább növeli a szegénységet Az állatállomány, azon belül is a szarvasmarha állomány, rendkívül magas a régióban, 1:1, az országos 1:45-ös arányhoz képest. Tehát minden emberre 1 szarvasmarha jut. Ez szintén probléma, hisz a szarvasmarhákat nem fogyaszthatja a hindi vallású lakosság, így azok túlzott elszaporodása komoly higiéniás problémákat vetnek fel. 
Napjainkban odáig jutottak, hogy a családok döntő hányada nem képes eltartani saját magát segítség nélkül. Nem ritka az átmeneti, de egyre inkább hosszú távú migráció, amikor is a falusi lakosság –nagyrészt férfiak- más lehetősége nem lévén a megélhetéshez, elhagyják korábbi lakóhelyüket és gazdaságilag fejlettebb körzetekbe, esetleg közeli nagyobb városba települnek.

## Bundelkhand-alföld
A Bundelkhand alföldet gyakran nevezik Transz-Yamuda alföldként. Ez egy alacsonyan fekvő terület, a Yamuda folyó északi gyűjtőterületénél található. Időnként komoly problémát jelentenek esős évszakban az árvizek, mivel a csatornázás hiányos, befejezetlen, a gátak kiépítetlenek, elhanyagoltak. A régiót általában 4 nagyobb vagy 10 kisebb részre osztják.
| Ravine Öv - Jamuna-szurdok-vidék – Nyugat - Jamuna-szurdok-vidék – Kelet - Betwa-szurdok-vidék Jalaun-alföld - Sind-Pahuj-vidék - Pahuj-Betwa-vidék | Hamirpur-vidék - Turi-medence - Rath-vidék - Maudaha-Maundi-vidék Banda-alföld - Banda-alföld - Nyugat - Banda-alföld - Kelet |

A legészakibb rész a Ravine Öv (Ravine Belt). Ez egy 2-3 km széles szurdok öv a Yamuda folyó mentén. Keskeny, vizenyős terület, feldarabolva számtalan vízmosással, amelyek finoman lepusztították a talajfelszínt, üledékes területet hoztak létre. A szurdok öv jelentős része megközelíthetőséghez, így ideális rejtekhely adatik a bűnözőknek, törvénysértőknek, akik veszélyeztetik a közbiztonságot. Ismert, hogy a szurdok területe nagyméretű elhagyatott falvakkal és táborokkal rendelkezik, amelyek hivatalosan lakatlanok, de a fentebb említett bűnözői réteg bizonyosan hasznosítja raktározásra, kiképzésekre illetve lakhatás céljából. Ez ingatagságot, bizonytalanságot okoz, ami gátolja a térség felzárkóztatását, benépesülését. 
Jamuna Szurdok Vidék nyugati része magába foglalja déli irányba Sindh és Pahuj, a Jamuna Szurdok Vidék keleti része pedig a Ken folyó vízgyűjtőterületét. Ami azt illeti, a talajt a szurdokok mintázzák, ami jó a hüvelyesek, gabona- és zöldségféléknek. 
A Jalaun Alföld (Jalaun Plain) a Sindh és a Betwa folyó között helyezkedik el és azok folyását követi hosszabban. Szélsőségesen száraz vidék, az átlagos évi csapadék mennyiség 80 cm alatt van, ami Indiai viszonyokhoz képest csekélynek számít. A talaj viszonylag jó állapotban van a csatornázásnak köszönhetően, főleg búzát termesztenek itt. A nyugati része a területnek Sindh és a Pahuj folyó területén nem csak homokos, hanem még száraz, sovány is az öntözéstől, így itt száraz gazdálkodású termelési folyamatok alakultak ki. 
Kuthond és Hamirpur területén a Betwa csatornázása számottevő javulást hozott a mezőgazdaság számára. Kanpur-Jhansinál ágazik el a központi vasút, ez sokaknak ad munkát kisegítő személyzetként, illetve a gazdasági fejlődés is többek között ennek köszönhető.
A Hamirpuri Alföld (Hamirpur Plain) nem olyan száraz, mint a Jalaun Alföld, de nem is olyan nedves, mint a Banda Alföld. Egy átmenti fekvésű terület klimatológilag. A fekete talajtípushoz tartozik a vidék, amely így nem igényel sok öntözést. 
Ezt a területet is három kisebb részre lehet osztani, a Turi-Medence a legészakabb része. Ez egy hosszúkás téglalap alakú, alacsony légnyomású medence. Az évenkénti árvizet a Ken folyó, okozza, amely elárasztja a területet amikor árad. Valójában alacsony vízhozamú folyó a Ken, de felduzzasztja a Turi nevű kisebb folyó. Évi hordalékkiöntés miatt a teljes terület nagyon termékeny.
A maradék terület a Hamirpur Alföldön igen megosztott: Rath Vidék nyugaton és Maudaha-Laundi Vidék keleten található. Mindkettő igen terjedelmes területű. A talaj hasonló mindkettőben, a fő agrártermék is mindkettőben búza. Tradicionális, fejlettebbnek mondható terület Budeals-Mahoba, amely körzeti főváros. Ez az a körzet, amely magterületnek mondható Bundelasnak és vidékének. Ipari és közigazgatási központ is egyben, emellett természetesen a környék agrár-ipari központja. Az itt található nagy számú és méretű tartályok megkönnyítik a termények tárolását, majd később készpénzzé tételét. 
A Rath Vidék, a másik vég, kisebb, mint a Turi alföldi vidék. A mezőgazdasági termelés a meghatározó gazdasági tevékenység, ami főleg a csatornázásnak köszönhető. (Dhasan csatorna rendszer). 
A Banda alföld (Banda Plain) nagyjából egy háromszög alakú terület, határai nyugaton a Ken folyó, északon a Jamuna Szurdok Vidék, és a Chitrakut-plató délkeleten. A Baghain folyó kettéosztja a területet, létrehozva a Banda alföld nyugati és a Banda alföld keleti részét.
A Banda alföld nyugati részét valójában Ken Baghainnak nevezik. Ez az egyik legtermékenyebb mikrovidék Bundelkhandban. Ennek köszönhetően egyenletes az ellátás, amelynek forrása a Ken folyó és csatornáinak a vize, ami eredményezi az átlagon felüli terméshozamot ezen a területen. 
A rizs fölényesen vezeti a termésmennyiség ranglistát, de jelentős a hüvelyesek szerepe is. Ideális szezonban akár többszörös terméshozam is előfordulhat ezen a területen, mint máshol.
Sajnos a szubrégióban általánosan észrevehető a parlagon fekvő területek nagy számú megjelenése, ami a termelési eszközök hiányára illetve, azok alacsony színvonalára vezethetők vissza.
A Banda alföld keleti részén feltűnik a sorozatos keskeny folyóközi formák jelenléte amelyek a számos, régebben kiömlött csatornákból eredeztethetőek. Ezt Vindhyan tábla vidéknek nevezik, amely részben a Jamuna folyónak köszönheti létrejöttét. Itt az elszegényedett, sivár talajon a rizs nem számít domináns tényezőnek, helyette a bajra és a gram termesztése jelentősebb. 
A legfőbb probléma Bundelkhandban az, hogy nincs fejlődés a mezőgazdaságban, amely még mindig nagyon kezdetleges eszközökkel termel, szenved a szeszélyes időjárási elemektől, kártevőktől, kórokozóktól és a nagyméretű talajpusztulástól. Ezen felül nagyrészt kihasználatlanok a földek a szurdok övben, jelentős nagyságú érintetlen hegyek, dombok és cserjés bozótos földek várnak a hasznosításra.